# Dorfkirche Schwickershausen

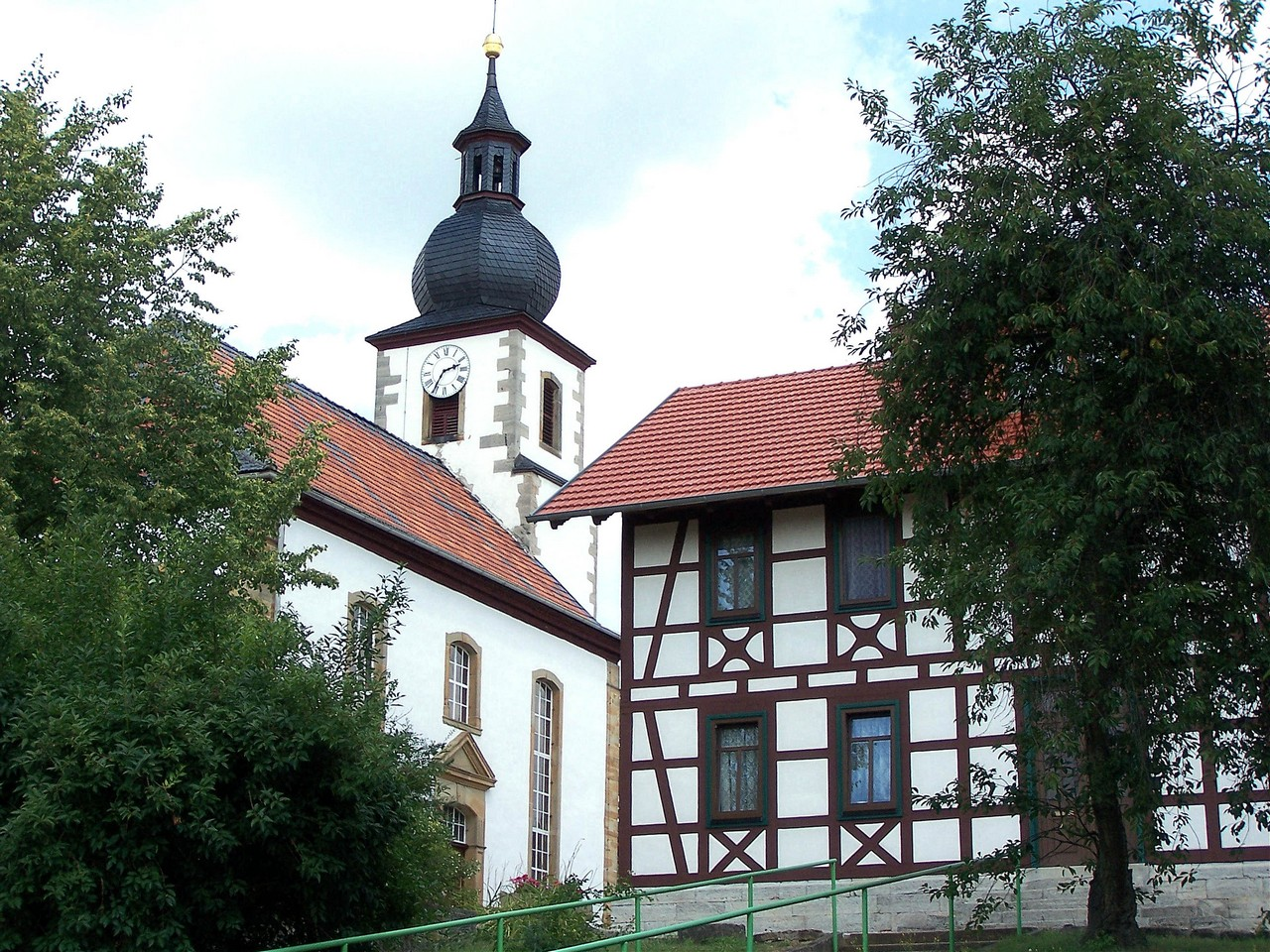
Kirche

Die evangelisch-lutherische Dorfkirche Schwickershausen steht im Ortsteil Schwickershausen der Gemeinde Grabfeld im Landkreis Schmalkalden-Meiningen in Thüringen. Sie gehört zum Kirchspiel Bibra im Kirchenkreis Meiningen der Evangelischen Kirche in Mitteldeutschland.

## Geschichte
Die Kirche wurde 1793 auf einer kleinen Anhöhe in der Nähe der Dorfschule erbaut. Zuvor stand am selben Ort etwa 200 Jahre lang eine Vorgängerkirche.

## Ausstattung
Der Kanzelaltar und die darüber auf einer Empore stehende Orgel von Johann Michael Wagner aus Schmiedefeld wurde 1800 eingebaut. Zwischenzeitlich restauriert macht Holzwurmbefall das Instrument nur noch eingeschränkt bespielbar.